# Henrique París Zamudio
Henrique París Zamudio (Sopó, 24 de agosto de 1901-Bogotá, 24 de abril de 1989) fue un empresario y político colombiano, pionero de la educación a distancia en Colombia y de la floricultura en la Sabana de Bogotá.

## Biografía

### Formación y primeros cargos
Henrique París nació en Sopó en la hacienda Boyerito, propiedad que vendió su padre para adquirir la hacienda Eljura en el cerro de Suba, donde París pasó a vivir hasta quedar huérfano de madre con 9 años de edad. Su cuidado lo asumió la española Blanca Echeverría, propietaria de la hacienda vecina de San Rafael, y luego su tía Odilia Olaya de París, quien le brindó formación en los colegios León XIII y San Bartolomé de Bogotá. Con el título de bachiller pasó a Cajicá donde fue inspector de policía. En enero de 1924 salió de Barranquilla a bordo del vapor Slufresant que cubría la ruta Cartagena - Colón - La Habana.
París fue admitido en Cuba como aprendiz del ingeniero mecánico Hans Koller en la Central Hershey, ubicada en Pinar del Río, desempeño en el cual tomó un curso a distancia sobre tornería mecánica, que le brindó conocimientos para pasar a operar maquinaria pesada, lo que inspiró a otros trabajadores a formarse bajo el mismo método. El día de la graduación, París recibió la propuesta de parte de Las Escuelas Internacionales de trabajar como su representante administrativo para Pinar del Río. Aprovechando la presencia del colombiano Aureliano Restrepo en La Habana como ingeniero de la Ford Motor Company, París le propuso que los agentes y concesionarios de la compañía lo fueran también de las Escuelas Internacionales, estrategia que dio grandes resultados y llevó a que París fuera promovido a trabajar en La Habana junto al superintendente Herbert Foster. Las Escuelas Internacionales habían sido la tercera institución fundada en Estados Unidos para educar por correspondencia a los ciudadanos, siendo la primera The Phonographic Correspondence Society en (1843) y la Illinois Wesleyan University (1873). París fue trasladado a Nueva York en 1928 donde ejerció como jefe de la división hispana de las Escuelas Internacionales.

### Pionero de la Educación a Distancia en Colombia
La Gran Depresión de 1929 llevó a los directivos de las Escuelas Internacionales a proponerle a París que volviera a Colombia, donde se encargó de crear la institución respaldado por un equipo integrado por el ingeniero Guillermo Forero Franco (colaborador de Guillermo Marconi) y el antioqueño Antonio Llano (revisor de los diccionarios Appletons). La formación industrial estuvo dirigida fundamentalmente a empresas en las que los empleados podían estudiar de noche el oficio para practicar en la jornada laboral en los talleres de producción.

### Dirigente Deportivo
Como propietario de una de las empresas ubicadas en la zona de la avenida Jiménez, fue invitado a conformar un equipo de fútbol ante la propuesta de los lustrabotas de jugar un torneo entre los empleados de la zona, por lo que creó el equipo de las Escuelas Internacionales, que participó en varios torneos celebrados en el Parque Nacional y en el Hipódromo de Bogotá. Su activa participación llevó a París a integrar la Liga de Fútbol de Cundinamarca, en nombre de la cual fue fundador en 1936 del Comité Olímpico Colombiano y miembro de la Comisión de Educación Física y de la Comisión Nacional de Deportes.
Fundado el cuadro Independiente Santa Fe en 1941 por alumnos y egresados del Gimnasio Moderno, se convocó a accionistas que financiaran su funcionamiento, estableciéndose entonces la presidencia de la Junta Directiva en cabeza de Enrique Santos Castillo y el ingreso de Henrique París junto a otros accionistas como Clemencia y Helena Calderón Nieto, Helena y Cecilia Holguín, Clemencia Urdaneta, Enrique Pardo Holguín, Evaristo Obregón, Luis Carlos Pombo, Jorge De Brigard, Jorge y Nicolás Sanz de Santamaría, Jenaro Payán, Eduardo Nieto, Eduardo Castello, Miguel Samper, y Roberto Urdaneta Arbeláez. El perfil de los accionistas del equipo llevó a los cronistas deportivos a denominar al equipo como el de Los Gentiles. 
En 1943 la presidencia de la Junta la asumió Enrique Pardo Holguín y en 1944 Henrique París, año en que Santa Fe fue campeón de los torneos de primera y segunda categoría de la Asociación Deportiva de Bogotá. París entregó la presidencia del Club a Álvaro Castaño Castillo, luego de que le fuera encomendada la compra de la sede campestre y le resultara a los socios muy alejada del casco urbano de Bogotá. París optó por reembolsar los 15 mil pesos de la propiedad, convirtiéndola en el lugar de su residencia hasta su muerte, a la cual denominó Quinta Hendaya, que se ubicaba en la vereda La Cita del municipio de Usaquén -actual calle 175 con carrera 7- y cuyas casas fueron demolidas en 1993 para dar paso a la Central de Abastos del Norte. El 2 de noviembre de 1944, París fue elegido vicepresidente de Santa Fe y Enrique Santos volvió a la presidencia.

### Pionero de la floricultura en la sabana de Bogotá
Henrique París desarrolló en su quinta el primer cultivo de flores en la sabana de Bogotá, bajo la denominación "Flores de Colombia". Recibió la condecoración Gonzalo Jiménez de Quesada por parte del gobernador de Cundinamarca Joaquín Piñeros Corpas, al ser considerada la mejor producción agrícola del Departamento. La empresa tuvo corta duración pero inspiró la actual producción de flores de la sabana.

### Miembro de Asociaciones
Henrique París fue miembro fundador de la Sociedad de Agricultores de Colombia y afiliado a la Asociación de Antiguos Alumnos Bartolinos, de la cual fue elegido presidente en agosto de 1958.

### Carrera política
Militante del Partido Conservador Colombiano, fue socio activo del Centro de Estudios Colombianos y resultó elegido concejal de Paipa por varios periodos consecutivos. Fue nombrado por el Gobierno Nacional como parte del comité organizador de la visita del presidente John F. Kennedy a Colombia en 1961.

## Familia
Henrique París fue el octavo hijo del matrimonio de Enrique París Frade y de Justa Zamudio Sánchez, y nieto  de Guillermo París Sanz de Santamaría, pionero de las empresas de transporte público en Colombia. Se interesó por mantener vigente el legado de sus ancestros próceres de la independencia, por lo que emitió diversas publicaciones alusivas a la historia de su apellido en Colombia, e intervino en situaciones como en diciembre de 1930 cuando denunció la violación legal que representaba la falta de reposición de la placa que había sido robada del pedestal de la estatua de Bolívar en la plaza principal de Bogotá, que atribuía su donación a su antepasado José Ignacio París Ricaurte.
Contrajo matrimonio en Manizales el 28 de julio de 1938 con María de la Luz Calle Villegas, hija de Laureano Calle Cadavid y Mercedes Villegas Arango. De esta unión fueron hijos Germán, Simón, Luz Mercedes, Constanza Helena, Cristhian, Juan José Pedro, María Clemencia y Alejandro París Calle.

## Publicaciones
París publicó los estudios "La falacia del oro" (1932), "Joaquín París Hombre de Gloria (1955), "por qué soy conservador" (1957) y "América es tan solo un fragmento de la Atlántida" (1973).